# Владимир Топенчаров
 Тази статия е за българския журналист.  За неговия син вижте Владимир Топенчаров (политик).  
Владимир Евтимов Топенчаров е български журналист и историк, активен деец в Българската комунистическа партия (БКП).

## Биография
Той е роден на 2 април 1905 година в София. И бащиният му и майчиният му род са охридски. От 1921 година е член на Българския комунистически младежки съюз, а от 1929 година и на Българската комунистическа партия. През 1925 година е осъден на 10 години затвор за революционна дейност. Емигрира във Франция през 1936 година. От 1941 до 1943 година е интерниран в лагер.
Завежда отдела за пропаганда и агитация на Софийския областен комитет на БКП. Главен редактор е на вестник „Отечествен фронт“ (1944 – 1958) с прекъсвания, директор на печата към Българската телеграфна агенция (1945 -1947), заместник-министър на външните работи (1947 – 1949). През 1949 година е отстранен от поста си във връзка с процеса срещу Трайчо Костов, който е женен за сестра му Люба Топенчарова.
Председател е на Съюза на българските журналисти (1955 – 1958), извънреден и пълномощен посланик на България във Франция (1964 – 1973) и в Холандия (1965 – 1968), депутат в VII и VIII народно събрание. Член на ЦК на БКП. От 1974 година е академик на Българската академия на науките. Носител на Димитровска награда. Умира през 1997 година.

## Награди
- орден „9 септември 1944 г.“ II ст. (1946) и I ст. (1952)
- орден „Народна република България“ втора степен (1945),
- орден „Народна република България“ първа степен (април 1966),
- орден „Кирил и Методий“ I ст. (1963)
- орден „Академични палми“ на Франция (25 ноември 1986).
- звание „Народен деятел на културата“ (май 1967).
- Герой на социалистическия труд на България (23 май 1969)[4]
- орден „Георги Димитров“ (1970, 1971, 1976)
- носител на голямата наградата за цялостно творчество „Георги Кирков“ на Съюза на българските журналисти (24 май 1978).
- Димитровска награда (1969)
- Герой на Народна република България (1986) по случай неговата 80-а годишнина

## Родословие
|  |  |                             |                             |                             |                             |                             |                             |  |  |                             |                             |                             |                             |                             |                             |  |  | Евтим Топенчаров (1865 – 1953) | Евтим Топенчаров (1865 – 1953) | Евтим Топенчаров (1865 – 1953) | Евтим Топенчаров (1865 – 1953) | Евтим Топенчаров (1865 – 1953) | Евтим Топенчаров (1865 – 1953) |  |  | Александра Кецкарова (1873 – 1951) | Александра Кецкарова (1873 – 1951) | Александра Кецкарова (1873 – 1951) | Александра Кецкарова (1873 – 1951) | Александра Кецкарова (1873 – 1951) | Александра Кецкарова (1873 – 1951) |  |  |                                   |                                   |                                   |                                   |                                   |                                   |  |  |                                 |                                 |                                 |                                 |                                 |                                 |
|  |  |                             |                             |                             |                             |                             |                             |  |  |                             |                             |                             |                             |                             |                             |  |  | Евтим Топенчаров (1865 – 1953) | Евтим Топенчаров (1865 – 1953) | Евтим Топенчаров (1865 – 1953) | Евтим Топенчаров (1865 – 1953) | Евтим Топенчаров (1865 – 1953) | Евтим Топенчаров (1865 – 1953) |  |  | Александра Кецкарова (1873 – 1951) | Александра Кецкарова (1873 – 1951) | Александра Кецкарова (1873 – 1951) | Александра Кецкарова (1873 – 1951) | Александра Кецкарова (1873 – 1951) | Александра Кецкарова (1873 – 1951) |  |  |                                   |                                   |                                   |                                   |                                   |                                   |  |  |                                 |                                 |                                 |                                 |                                 |                                 |
|  |  |                             |                             |                             |                             |                             |                             |  |  |                             |                             |                             |                             |                             |                             |  |  |                                |                                |                                |                                |                                |                                |  |  |                                    |                                    |                                    |                                    |                                    |                                    |  |  |                                   |                                   |                                   |                                   |                                   |                                   |  |  |                                 |                                 |                                 |                                 |                                 |                                 |
|  |  |                             |                             |                             |                             |                             |                             |  |  |                             |                             |                             |                             |                             |                             |  |  |                                |                                |                                |                                |                                |                                |  |  |                                    |                                    |                                    |                                    |                                    |                                    |  |  |                                   |                                   |                                   |                                   |                                   |                                   |  |  |                                 |                                 |                                 |                                 |                                 |                                 |
|  |  | Вера Папурска (1904 – 1983) | Вера Папурска (1904 – 1983) | Вера Папурска (1904 – 1983) | Вера Папурска (1904 – 1983) | Вера Папурска (1904 – 1983) | Вера Папурска (1904 – 1983) |  |  | Трайчо Костов (1897 – 1949) | Трайчо Костов (1897 – 1949) | Трайчо Костов (1897 – 1949) | Трайчо Костов (1897 – 1949) | Трайчо Костов (1897 – 1949) | Трайчо Костов (1897 – 1949) |  |  | Люба Костова (1899 – 1959)     | Люба Костова (1899 – 1959)     | Люба Костова (1899 – 1959)     | Люба Костова (1899 – 1959)     | Люба Костова (1899 – 1959)     | Люба Костова (1899 – 1959)     |  |  | Иван Топенчаров (1908 – 1997)      | Иван Топенчаров (1908 – 1997)      | Иван Топенчаров (1908 – 1997)      | Иван Топенчаров (1908 – 1997)      | Иван Топенчаров (1908 – 1997)      | Иван Топенчаров (1908 – 1997)      |  |  | Владимир Топенчаров (1905 – 1997) | Владимир Топенчаров (1905 – 1997) | Владимир Топенчаров (1905 – 1997) | Владимир Топенчаров (1905 – 1997) | Владимир Топенчаров (1905 – 1997) | Владимир Топенчаров (1905 – 1997) |  |  | Надежда Димитрова (1901 – 1989) | Надежда Димитрова (1901 – 1989) | Надежда Димитрова (1901 – 1989) | Надежда Димитрова (1901 – 1989) | Надежда Димитрова (1901 – 1989) | Надежда Димитрова (1901 – 1989) |
|  |  | Вера Папурска (1904 – 1983) | Вера Папурска (1904 – 1983) | Вера Папурска (1904 – 1983) | Вера Папурска (1904 – 1983) | Вера Папурска (1904 – 1983) | Вера Папурска (1904 – 1983) |  |  | Трайчо Костов (1897 – 1949) | Трайчо Костов (1897 – 1949) | Трайчо Костов (1897 – 1949) | Трайчо Костов (1897 – 1949) | Трайчо Костов (1897 – 1949) | Трайчо Костов (1897 – 1949) |  |  | Люба Костова (1899 – 1959)     | Люба Костова (1899 – 1959)     | Люба Костова (1899 – 1959)     | Люба Костова (1899 – 1959)     | Люба Костова (1899 – 1959)     | Люба Костова (1899 – 1959)     |  |  | Иван Топенчаров (1908 – 1997)      | Иван Топенчаров (1908 – 1997)      | Иван Топенчаров (1908 – 1997)      | Иван Топенчаров (1908 – 1997)      | Иван Топенчаров (1908 – 1997)      | Иван Топенчаров (1908 – 1997)      |  |  | Владимир Топенчаров (1905 – 1997) | Владимир Топенчаров (1905 – 1997) | Владимир Топенчаров (1905 – 1997) | Владимир Топенчаров (1905 – 1997) | Владимир Топенчаров (1905 – 1997) | Владимир Топенчаров (1905 – 1997) |  |  | Надежда Димитрова (1901 – 1989) | Надежда Димитрова (1901 – 1989) | Надежда Димитрова (1901 – 1989) | Надежда Димитрова (1901 – 1989) | Надежда Димитрова (1901 – 1989) | Надежда Димитрова (1901 – 1989) |
|  |  |                             |                             |                             |                             |                             |                             |  |  |                             |                             |                             |                             |                             |                             |  |  |                                |                                |                                |                                |                                |                                |  |  |                                    |                                    |                                    |                                    |                                    |                                    |  |  |                                   |                                   |                                   |                                   |                                   |                                   |  |  |                                 |                                 |                                 |                                 |                                 |                                 |
|  |  |                             |                             |                             |                             |                             |                             |  |  |                             |                             |                             |                             |                             |                             |  |  |                                |                                |                                |                                |                                |                                |  |  |                                    |                                    |                                    |                                    |                                    |                                    |  |  | Владимир Топенчаров (р. 1933)     |                                   |                                   |                                   |                                   |                                   |  |  |                                 |                                 |                                 |                                 |                                 |                                 |